# Brad Stevens
Bradley Kent Stevens (Zionsville, 22 de outubro de 1976) é um executivo de basquete americano e ex-técnico que atualmente é presidente de operações de basquete do Boston Celtics.
Depois de realizar uma reconstrução dos Celtics, Stevens liderou a equipe até os Playoffs da NBA todos os anos desde 2015. Ele ganhou reputação como um dos melhores treinadores da NBA, criando comparações com John Wooden.

## Primeiros anos
Stevens cresceu em Zionsville, Indiana, onde desenvolveu seu amor pelo basquete. A partir dos cinco anos, Stevens assistia a jogos de basquete gravados. Seu pai frequentemente o levava a Bloomington para assistir aos jogos do Indiana Hoosiers. "É difícil não ser [apaixonado por basquete] quando você é criança, crescendo em Indiana", disse Stevens mais tarde.
Stevens estudou na Zionsville Community High School, onde se tornou um jogador de basquete. Ele usou o número 31 na escola secundária em homenagem a Reggie Miller. Quando ele se formou, ele tinha os recordes de mais pontos, mais assistências e mais roubadas de bola. Stevens foi nomeado para a Primeira-Equipe da conferência por três vezes.
Apesar de sua forte paixão pelo jogo, Stevens percebeu que suas habilidades no basquete eram modestas e não o levariam muito longe. Ele optou por frequentar a DePauw University, onde se formou em 1999 com uma licenciatura em economia.

## Carreira como treinador universitário
No verão de 2000, Stevens teve a oportunidade de ser voluntário no programa de basquete da Universidade Butler. Ele teve a ideia de deixar seu emprego na Eli Lilly pela então namorada, Tracy Wilhelmy. Ela pensou nisso por duas horas antes de dizer a ele para ir em frente. "Agora, parece uma ótima ideia", Stevens comentou mais tarde. "Na época, achei que era algo que eu realmente queria tentar." Tracy voltou à universidade para obter uma licenciatura em direito que pudesse apoiar o casal se as coisas não dessem certo para Stevens. "Nós tínhamos 23 anos e percebemos que essa era a nossa chance", disse Tracy mais tarde. "Cinco anos mais tarde, provavelmente não estaríamos em posição de fazer isso. Quanto mais sucesso você tivesse na Lilly, mais difícil seria sair."
Stevens planejava morar no porão de um amigo e aceitou um emprego na Applebee's para pagar as contas. Antes de começar a trabalhar na Applebee's, foi-lhe oferecido um cargo administrativo de baixa remuneração como coordenador de operações de basquete sob o comando do então técnico Thad Matta. Anos depois, lembrou Matta, "[Stevens] era apenas um garoto faminto que estava desesperado para entrar. Ele tinha uma grande paixão e estava disposto a arriscar entrar na profissão de treinador".
Depois que Matta deixou a universidade após a temporada de 2000-2001, o novo treinador Todd Lickliter promoveu Stevens a seu assistente técnico. Sob o comando de Lickliter, Stevens era ativo em todos os aspectos do jogo: instrução de habilidades, preparação de jogos, treinamento e recrutamento. A Universidade Butler teve um recorde de 131-61 durante o tempo de Stevens como assistente técnico.

### Nomeado como treinador
Em 2 de abril de 2007, Lickliter saiu para assumir o cargo de treinador principal na Universidade de Iowa. Os jogadores de Butler tiveram uma reunião com o diretor de esportes Barry Collier, pedindo que ele promovesse alguém de dentro da Universidade. Collier, tendo passado a temporada inteira observando a interação dos treinadores assistentes com a equipe, concordou.
Dentro de 24 horas após as entrevistas, Stevens foi nomeado como novo treinador de Butler. De acordo com Collier, "A idade não foi um fator porque eu tinha visto sua habilidade durante o curso da temporada".

### Temporada de 2007–08

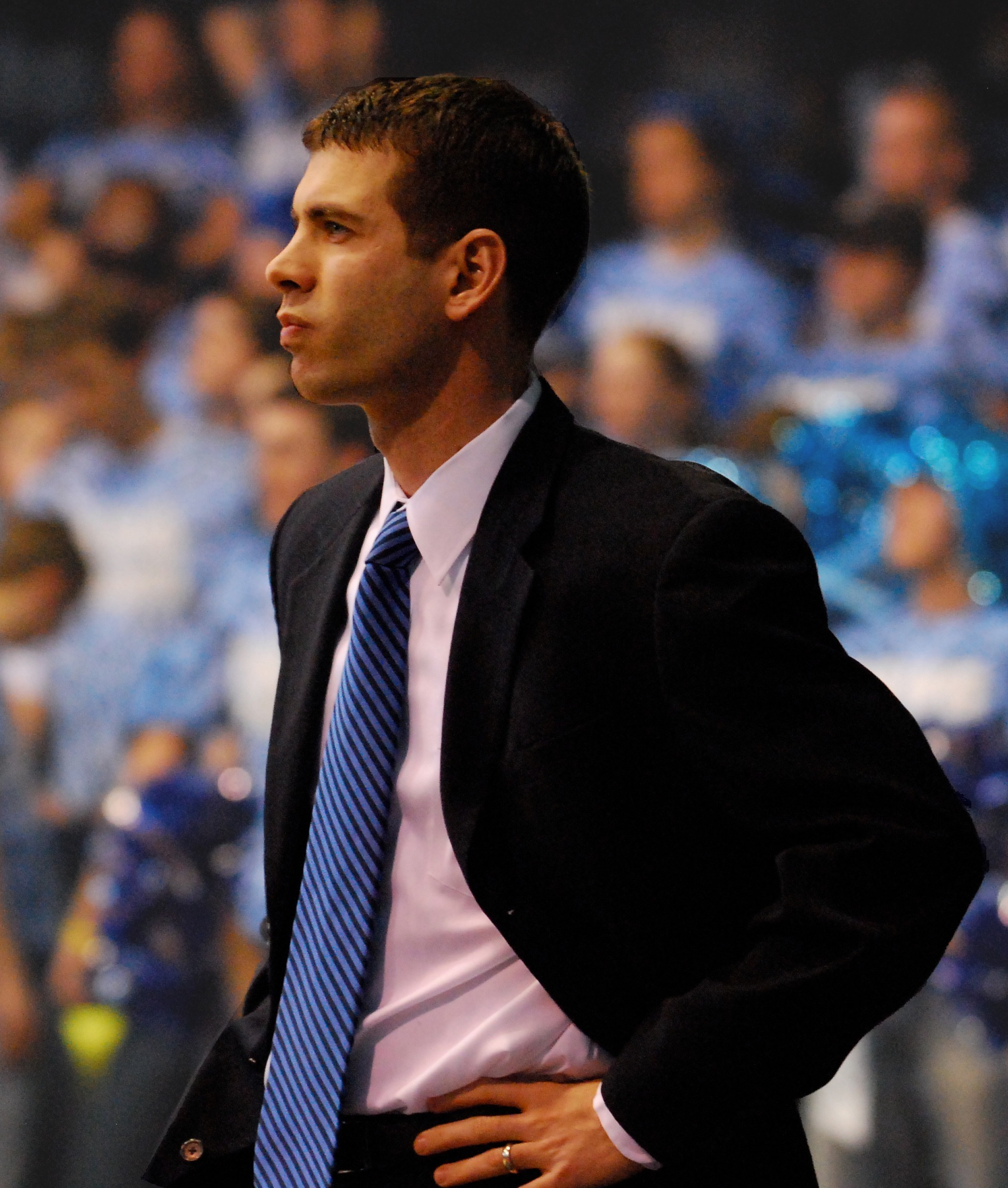
Brad Stevens em um jogo de 2008 contra Drake.

No início da temporada 2007-08, Stevens foi o segundo treinador mais jovem na Divisão I da NCAA. Ele teve um bom começo, vencendo seus primeiros oito jogos antes de perder para Wright State. O lendário técnico Bob Knight, cuja equipe do Texas Tech foi uma das primeiras vítimas, disse "Eu gostaria que tivéssemos jogado tão espertos quanto eles". O técnico da Virginia Tech, Seth Greenberg, acrescentou que "eles têm dureza e esperam vencer".
No meio da primeira temporada de Stevens, o New York Times escreveu "Até agora, Stevens fez a transição [para o técnico] parecer fácil". O Times passou a afirmar que Stevens tinha a calma e a compostura de um veterano experiente. "Você tem muitas pessoas sempre procurando o próximo passo. E não é isso que eu estava fazendo. Eu estava apenas tentando descobrir uma maneira de vencer o próximo jogo e pensar como um treinador principal". Stevens disse.
A Universidade Butler terminou a temporada regular com um recorde de 27-3, ficando em primeiro lugar na Horizon League com uma marca de 16–2 na conferência. A equipe venceu Illinois por 66-50 e Cleveland State por 70-55 para reivindicar o título do torneio e uma oferta automática para a Divisão I da NCAA em 2008. Eles venceram South Alabama por 81-61 na primeira rodada, mas perderam para Tennessee, por 76-71, na prorrogação.
O recorde de 30-4 de Butler foi o melhor entre os times que não alcançaram o Final Four. Stevens foi finalista do Prêmio Hugh Durham, perdendo para Keno Davis, de Drake, e finalista do Prêmio Jim Phelan de Treinador Nacional do Ano, perdendo para Bo Ryan.
No final da temporada, Butler assinou com Stevens um contrato de sete anos. "Estamos muito entusiasmados em chegar a este acordo de longo prazo para que Brad continue a liderar nosso programa", observou Collier.

### Temporada de 2008-09
Em 5 de fevereiro, Stevens teve sua 50ª vitória quando Butler derrotou Detroit por 66-61. Ao fazê-lo, Stevens tornou-se o sexto treinador na história da NCAA a atingir 50 vitórias em 56 jogos ou menos. Butler terminou em primeiro lugar na Horizon League com um recorde de 15-3. Butler perdeu a final da Horizon League para Cleveland State por 57–54 mas foi selecionado para a Divisão I da NCAA. A equipe perdeu para a Universidade do Estado da Luisiana na primeira rodada por uma pontuação de 75-71 para terminar o ano com um recorde de 26-6 no total.
O recorde de Stevens de 56-10 coloca-o atrás apenas de Bill Guthridge (58) no total de vitórias durante os primeiros dois anos como treinador principal. Stevens foi finalista dos Prêmios Hugh Durham e do Jim Phelan pelo segundo ano consecutivo e foi eleito o Treinador do Ano da Horizon League. Ele recebeu uma prorrogação de contrato de um ano no final da temporada.

### Temporada de 2009-10
Butler teve um começo medíocre, perdendo para Minnesota e para Clemson no torneio 76 Classic. Butler venceu seus dois próximos jogos antes de perder para Georgetown no Jimmy V Classic.
Stevens reuniu o time e eles começaram uma série de 16 vitórias seguidas antes de enfrentar Siena. Butler derrotou Siena por 70-53 e Stevens empatou o recorde da NCAA de mais vitórias (81) de um técnico em suas três primeiras temporadas, passando Mark Few de Gonzaga e empatando com Mark Fox da Nevada.
Em 26 de fevereiro de 2010, Butler viajou para Valparaíso para o último jogo da temporada regular. O principal jogador de Butler, Gordon Hayward, foi afastado devido a dores nas costas, mas a equipe ainda venceu por 74-69. Ao fazê-lo, Stevens quebrou o recorde que havia empatado na semana anterior e Butler completou um recorde de 18-0 em sua conferência. Foi o primeiro recorde invicto de Butler desde que ingressou na Horizon League e o primeiro desde que Joe Sexson liderou a equipe de 1978 para um recorde de 6-0 na agora extinta Indiana Collegiate Conference. Stevens conquistou seu terceiro título de conferência consecutiva em temporada regular.

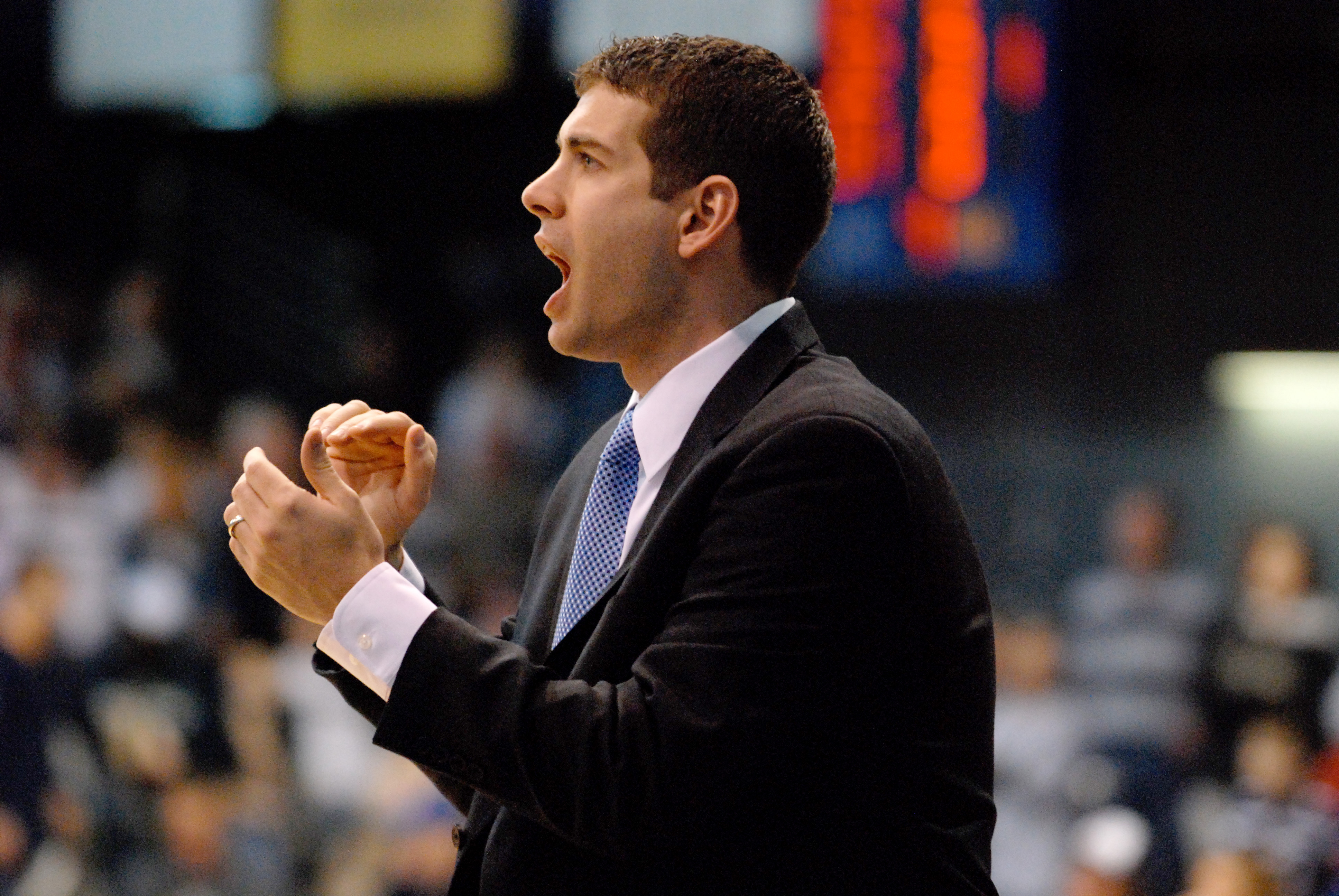
Stevens incentivando seu time durante um jogo de 2008 contra Detroit.

Nas finais da Horizon League, Butler usou sua vantagem em casa para derrotar Milwaukee por 68-59 nas semifinais e bater Wright State por 70-45 na final. A vitória valeu à equipe uma vaga automática para a Divisão I da NCAA de 2010. Stevens se tornou o primeiro técnico a ganhar a Horizon League invicta desde que a liga foi formada em 1979.

#### Torneio da NCAA
Na primeira rodada da Divisão I da NCAA, Butler enfrentou a Universidade do Texas em El Paso. Muitos comentaristas de basquete escolheram a UTEP como favoritos e, no intervalo, parecia que eles estavam certos, já que a UTEP liderou por 33-27. Stevens fez alguns ajustes no intervalo e Butler dominou o segundo tempo e venceu o jogo por 77-59.
Butler, em seguida, enfrentou Murray State. O jogo foi parelho, mas Butler saiu vitorioso por 54-52. A vitória deu a Stevens a sua primeira aparição no Sweet Sixteen em sua carreira.
Em 25 de março de 2010, Butler enfrentou Syracuse. Butler teve um bom começo, saltando para uma vantagem de 12-1 e tendo uma vantagem de 35–25 no intervalo. Butler manteve a vitória por 63-59, avançando para a Elite Eight pela primeira vez na história da universidade.
Dois dias depois, Butler enfrentou Kansas nas finais regionais. Eles venceram o jogo por 63-56. Na comemoração pós-jogo, um cumprimento de Stevens e Emerson Kampen se tornou uma das imagens icônicas do torneio.
A vitória rendeu uma viagem a Indianápolis para a primeira aparição de Butler no Final Four. A vitória fez Stevens, aos 33 anos, o mais jovem treinador a liderar uma equipe até a Final Four desde que Bob Knight fez sua primeira aparição na Final Four aos 32 anos de idade em 1973. Butler se tornou a menor escola (4.200 alunos) a fazer o Final Four desde 1979.

#### Final Four
Em 3 de abril, Butler enfrentou Michigan State nas semifinais nacionais. Butler ganhou o jogo por 52-50 e tornou-se o primeiro time desde que o relógio foi adotado na temporada 1985-86 a manter cinco adversários consecutivos abaixo de 60 pontos.
Em 5 de abril de 2010, Butler e Duke se enfrentaram no que o New York Times chamou de "a final mais ansiosamente aguardada em anos". No intervalo, a liderança de Duke estava em 33-32. O segundo tempo foi muito disputado, sem que nenhuma das equipes assumisse uma liderança substancial e Duke acabou vencendo o jogo por 61-59.
A derrota quebrou a sequência de 25 vitórias de Butler, a mais longa da história da universidade. Butler se tornou a menor escola a jogar uma Final Nacional desde Jacksonville em 1970. Stevens se tornou o segundo treinador mais jovem a chegar a Final da NCAA, atrás apenas de Branch McCracken que liderou Indiana para a Final de 1940 aos 31 anos. Stevens foi nomeado finalista do prêmio Hugh Durham e Jim Phelan pelo terceiro ano consecutivo, perdendo para Mike Young e Jamie Dixon, respectivamente. Ele também foi finalista do prêmio Próser Man of the Year, que foi ganho por Bob Marlin.

### Offseason de 2010
Após o final da temporada 2009-10, Stevens e Butler continuaram a atrair uma atenção considerável. O presidente Barack Obama chamou pessoalmente Stevens para parabenizá-lo pela temporada. Stevens também recebeu cartas de fãs de todo o mundo e foi convidado para lançar o primeiro arremesso cerimonial antes do jogo entre Chicago Cubs e Florida Marlins, em Chicago, em 10 de maio. "Foi tudo muito surreal", disse Stevens. "Se você é o vice-campeão, não espera conversar com o presidente."
A temporada de 2009-10 também ajudou a aumentar o perfil de recrutamento de Butler. Perguntado se a fama mudaria as coisas, Stevens disse que seria melhor não estragar ele ou a universidade. "Eu vejo este novo desafio de não mudar, manter seus valores fundamentais e garantir que você permaneça humilde como uma ótima oportunidade como treinador."

### Temporada de 2010-11
O treinador de Duke, Mike Krzyzewski, disse antes da temporada que Butler estaria "lá em cima, número 1 ou número 2... Eles são os favoritos esse ano". No entanto, Hayward optou por sair para o Draft da NBA e Butler passou por um período difícil no início da temporada, em um ponto perdendo três jogos seguidos e tendo um recorde de 6-5 na conferência. Apoiado pelo surgimento de Andrew Smith e o sucesso de Matt Howard, Butler acabou ganhando o título da conferência com um recorde de 13-5. Eles ganharam as finais da Horizon League e garantiram uma vaga na Divisão I da NCAA.
Escolhido por muitos para perder na primeira rodada para Old Dominion, Butler avançou no último segundo com uma cesta de Matt Howard. Howard também foi crucial em seu próximo jogo, acertando um lance livre faltando menos de um segundo para derrotar Pitt em um final dramático. 
Butler também venceu seu próximo jogo contra Wisconsin. Em 26 de março de 2011, eles venceram a Flórida por 74-71 na prorrogação para garantir sua segunda viagem consecutiva para a Final Four. 
Em 2 de abril, Butler venceu VCU por 70-62 para chegar a sua segunda final nacional consecutiva. Pelo segundo ano consecutivo, Butler perdeu a Final Nacional, desta vez para Connecticut.

### Futuro como treinador
Em 8 de abril de 2010, Stevens assinou um contrato de longo prazo com Butler, estendendo seu contrato até a temporada 2021-22. Os termos financeiros do contrato não foram divulgados; no entanto, o presidente da Universidade Butler, Bobby Fong, declarou publicamente que a universidade poderia aumentar o salário-base de Stevens para aproximadamente US $ 1.000.000, alguns dias antes. Stevens havia recebido um aumento após cada uma de suas três temporadas em Butler e seu contrato contém uma cláusula estimada entre seis ou sete dígitos.
Ao assinar novamente com Butler, Stevens acabou temporariamente com a especulação de que deixaria a universidade para um emprego que pagasse mais. Oregon, Clemson e Wake Forest disseram estar interessados em oferecer contratos multimilionários a Stevens para deixar Butler. "Em primeiro lugar, sou leal a Butler", disse Stevens. Quando perguntado se ele iria sair de Butler, Stevens respondeu: "Eu acho que só se eles me expulsaram."
Após a temporada 2011-12, Stevens foi perseguido vigorosamente por Illinois para preencher sua vaga de treinador antes de recusar a oferta.
Em março de 2013, a UCLA teria oferecido a Stevens entre US $ 2,5 e US $ 3 milhões por ano. Circulavam rumores de que Stevens estava em negociações contratuais com UCLA, mas no final os rumores se mostraram falsos e Stevens ficou em Butler. Comentando a situação, uma fonte próxima a Stevens disse: "Brad não entende porque as pessoas supõem que ele está indo embora". Poucos dias depois, Stevens reiterou que estava muito feliz e que não tinha intenção de sair, contanto que tivesse o apoio da universidade para continuar a executar o programa da maneira certa.

## Carreira como treinador da NBA

### Boston Celtics
Em 3 de julho de 2013, Stevens foi contratado como treinador principal do Boston Celtics da NBA. Em abril de 2015, em sua segunda temporada como técnico principal, Stevens levou os Celtics aos playoffs de 2015 como a sétima melhor campanha na Conferência Leste, com um recorde de 40-42. Em 21 de abril de 2015, foi anunciado que Stevens terminou em quarto lugar na votação do Prêmio de Treinador do Ano da NBA. Em abril de 2016, Stevens levou os Celtics a sua segunda aparição consecutiva nos playoffs como a quinta melhor campanha, terminando a temporada com um recorde de 48-34.
Em 1º de junho de 2016, Stevens recebeu uma extensão do contrato. Em 3 de fevereiro de 2017, Stevens foi nomeado o treinador principal da Conferência Leste do All-Star Game de 2017. Em abril de 2017, em sua quarta temporada como treinador principal, Stevens levou os Celtics aos playoffs como a melhor campanha na Conferência Leste com um recorde de 53-29. Eles chegaram à final da Conferência Leste, onde perderam para o Cleveland Cavaliers em cinco jogos.
Em 4 de julho de 2017, Stevens se reuniu com seu ex-jogador universitário, Gordon Hayward, quando Hayward assinou um contrato para jogar nos Celtics. Na temporada 2017/18, a equipe dos Celtics viu uma grande mudança, já que Isaiah Thomas foi trocado para o Cleveland Cavaliers em troca de Kyrie Irving. Stevens e os Celtics ficaram com um recorde de 55-27, terminando a temporada como a segunda melhor campanha na Conferência Leste, apesar de perder Hayward cum o um tornozelo quebrado no primeiro jogo da temporada e Irving perdendo muitos jogos devido a lesões no joelho. Apesar de Irving ter perdido os playoffs, Stevens liderou os Celtics em um playoff profundo, perdendo para o Cleveland Cavaliers em sete jogos nas finais da Conferência Leste. Stevens foi considerado um favorito para o Prêmio de Treinador do Ano da NBA, mas perdeu para Dwane Casey, do Toronto Raptors.

## Estilo como treinador
De acordo com Stevens, em um de seus primeiros jogos como técnico principal, ele estava nervoso e "parecia que nosso time jogou no limite" por causa disso. Ele decidiu que a equipe refletirá o humor de seu treinador; um treinador calmo significa uma equipe que permanecerá equilibrada em situações difíceis de jogo, enquanto um treinador nervoso significa um time que joga no limite. "Eu não quero perder um jogo por causa da minha abordagem", ele disse a si mesmo. Assim, ele desenvolveu uma estratégia de sempre permanecer calmo e concentrado durante os jogos. Ele raramente levanta a voz ou se emociona, observando silenciosamente a linha lateral com os braços cruzados. Ele não fica chateado com os árbitros ou com os erros dos jogadores, preferindo se concentrar na "próxima jogada", em vez do que acabou de acontecer. Willie Veasley explicou a Final Four de Butler em 2010 dizendo: "Quando os grandes jogos [contra Syracuse e Kansas] aconteceram, o treinador pediu um tempo e disse algumas palavras calmas. Ele disse que acreditava em nós, nos amava eque iriamos ganhar o jogo". Nas raras ocasiões em que Stevens sente a necessidade de corrigir um jogador, ele o faz com "reforço positivo, apenas com um decibel um pouco mais alto", de acordo com o ex-assistente técnico Matthew Graves. Acima de tudo, Stevens quer que seus jogadores fiquem confiantes, não vivendo com medo por fazerem uma jogada ruim.
Externamente, Stevens está sempre calmo, mas internamente ele está longe disso. "Eu não sou tão calmo quanto todo mundo pensa", diz Stevens. Sua esposa Tracy acrescenta: "Ele é calmo, mas é ferozmente competitivo. Ele está sempre pensando em como ele pode vencer você". O ex-jogador Joel Cornette diz: "Todo mundo vê Brad como um treinador calmo e legal, mas ele é o cara mais competitivo que eu conheço".

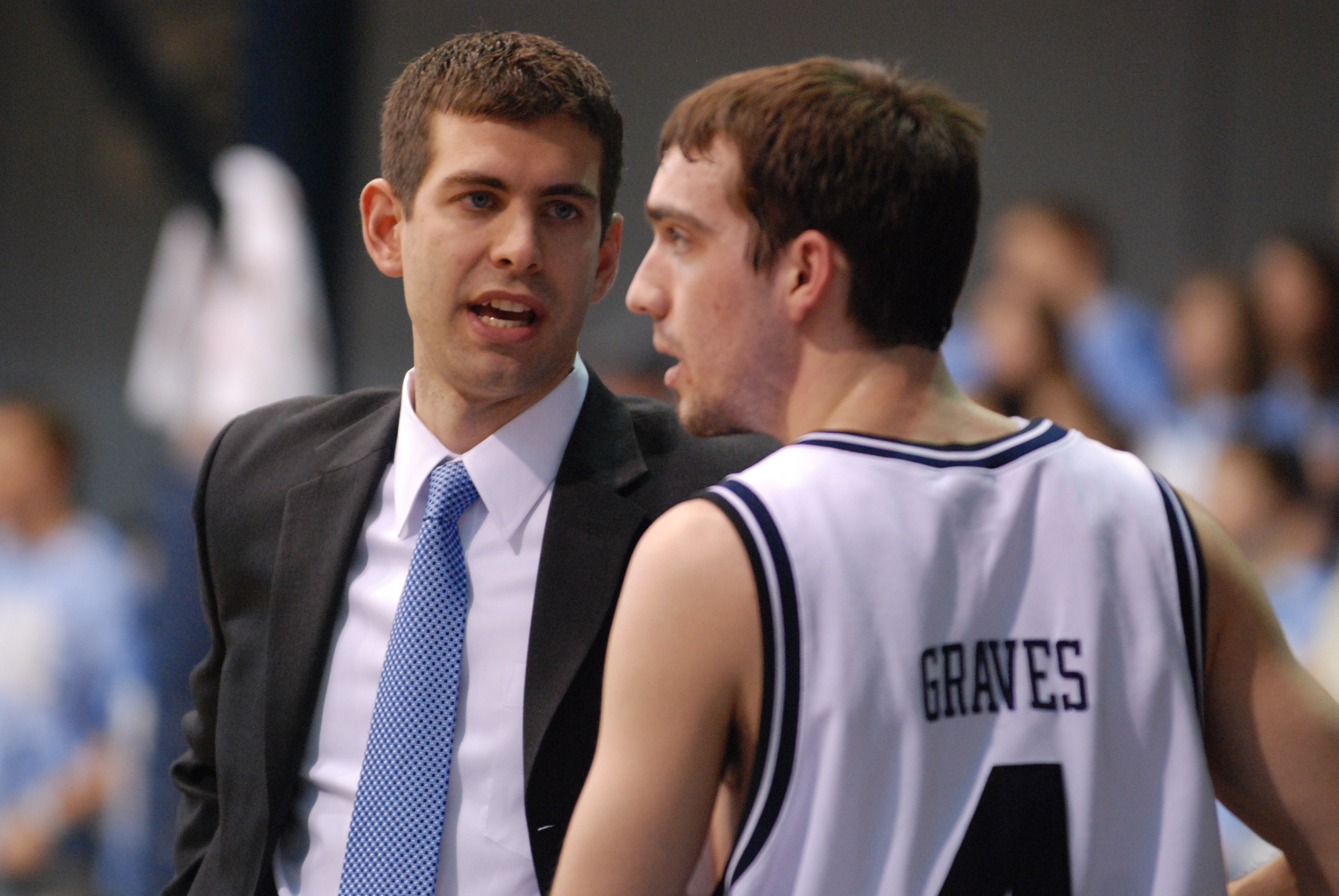
Stevens conversando com A. J. Graves durante um jogo de 2008 contra o Detroit.

Stevens passa muito tempo se preparando para cada jogo e sempre tenta adicionar alguma coisa nova específica para o adversário do jogo. A Sports Illustrated chama Stevens de especialista em "Analisar as tendências estatísticas para encontrar as fraquezas dos oponentes". O ex-jogador Ronald Nored concorda: "Sabemos tudo o que precisamos sobre nossos oponentes, todas as suas tendências são quebradas antes do tempo".
Stevens é um defensor da análise estatística para melhorar suas decisões, gastando quase tanto tempo olhando para estatísticas quanto assistindo jogos. "Acho que é uma forma única de ver o jogo que pode ajudar a melhor comunicar com os seus jogadores", explica ele. Em 2012, Stevens se tornou o primeiro técnico universitário a contratar alguém apenas para pesquisa estatística, quando acrescentou Drew Cannon à equipe. Se ele tivesse os recursos, Stevens diz que contrataria uma equipe de estatísticos para analisar o jogo da equipe.
As equipes de Stevens são construídas em torno de fundamentos de basquete sólidos e bom trabalho de equipe, em vez de habilidade individual. Suas equipes são conhecidas por sua defesa, forçando os adversários a erros incomuns. O segredo do basquete - e da vida - é "apenas fazer o trabalho com o melhor de sua capacidade e não se preocupar com mais nada", diz Stevens. "Vença o próximo jogo. Vença a próxima posse. Esse é o nosso foco. É entediante. É também o modo como os campeonatos são vencidos", diz ele. Em suma, Stevens é um crente forte em "The Butler Way" - fazendo todas as pequenas coisas que transformam um grupo de bons jogadores de basquete em um grande time de basquete. "Eu digo aos jogadores que o "Butler Way" não é fácil de definir", diz Stevens, "mas você pode vê-lo quando compartilhamos a bola, jogamos com muita energia e defendemos".
Stevens prefere recrutar jogadores "de equipe" em vez de perseguir os "melhores recrutas". "Os caras que nós recrutamos, a maioria deles não eram muito bem classificados", diz Stevens. "Eles tinham boas carreiras no ensino médio ou em outros lugares, mas por uma razão ou outra, não eram vistos como grandes jogadores. Mas todos eles tinham intangíveis". Stevens coloca uma forte ênfase na educação e disse que só recrutaria um jogador "completo e único" se estivesse comprometido em obter seu diploma enquanto jogava profissionalmente.
Stevens tem sido frequentemente referido como um treinador prodígio, mas ele não está interessado em auto-promoção. Em vez disso, ele prefere desviar o elogio que recebe aos jogadores, ao departamento de atletismo e aos seus mentores. Ele tem sido descrito como humilde e modesto.

## Vida pessoal
Stevens conheceu sua esposa, Tracy (née Wilhelmy), enquanto freqüentava a Universidade DePauw. Tracy, que jogou futebol em DePauw, aprendeu rapidamente sobre o amor de Brad pelo basquete; em seu terceiro encontro, ele a levou para assistir a um jogo de basquete colegial. Tracy se formou na Rocky River High School em 1995 e na DePauw em 1999. O casal se casou em agosto de 2003. Tracy trabalha como advogada trabalhista e também como agente de Stevens.
Brad e Tracy Stevens estão envolvidos com treinadores da American Cancer Society vs. Câncer. Ele diz que a causa realmente o atingiu depois que a mãe de Tracy morreu da doença em junho de 2004. Na véspera da aparição no Final Four de 2010, Butler organizou uma campanha de arrecadação de fundos para a organização. Stevens também ofereceu seu tempo para a Jukes Foundation for Kids, uma instituição de caridade que beneficia crianças ugandenses dirigidas pela ex-jogadora de Butler, Avery Jukes.
Ele tirou uma folga de um jogo dos Celtics em janeiro de 2016 para visitar Andrew Smith, um jogador que jogou em ambas as equipes do Final Four de Butler que estava morrendo de câncer; Smith morreu menos de uma semana depois. A pedido da viúva de Andrew, Sam, Stevens falou alguma palavras na cerimônia em 17 de janeiro de 2016.
O pai de Stevens, Mark, é um cirurgião ortopédico em Indianápolis que jogou futebol universitário em Indiana. Sua mãe, Jan, é uma professora universitária que já lecionou em Butler.

## Recorde como treinador principal

### College
| Butler Bulldogs (Horizon League) (2007–2012) |         |        |       |       |                          |  |  |  |
| 2007–08                                      | Butler  | 30–4   | 16–2  | 1st   | Oitavas de final da NCAA |  |  |  |
| 2008–09                                      | Butler  | 26–6   | 15–3  | 1st   | Oitavas de final da NCAA |  |  |  |
| 2009–10                                      | Butler  | 33–5   | 18–0  | 1st   | Vice-Campeão da NCAA     |  |  |  |
| 2010–11                                      | Butler  | 28–10  | 13–5  | T–1st | Vice-Campeão da NCAA     |  |  |  |
| 2011–12                                      | Butler  | 22–15  | 11–7  | T–3rd | Semi-final da CBI        |  |  |  |
| Butler Bulldogs (Atlantic 10) (2012–2013)    |         |        |       |       |                          |  |  |  |
| 2012–13                                      | Butler  | 27–9   | 11–5  | T–3rd | Oitavas de final da NCAA |  |  |  |
| Butler:                                      | Butler: | 166–49 | 84–22 |       |                          |  |  |  |

### NBA
| Time     | Temporada | Temporada Regular | Temporada Regular | Temporada Regular | Temporada Regular | Temporada Regular | Playoffs | Playoffs | Playoffs | Playoffs |                                  |
| Time     | Temporada | Jogos             | Vitórias          | Derrotas          | %                 | Classificação     | Jogos    | Vitórias | Derrotas | %        | Resultado                        |
| -------- | --------- | ----------------- | ----------------- | ----------------- | ----------------- | ----------------- | -------- | -------- | -------- | -------- | -------------------------------- |
| Boston   | 2013–14   | 82                | 25                | 57                | .305              | 4° no Atlântico   | —        | —        | —        | —        | Não foi para os Playoffs         |
| Boston   | 2014–15   | 82                | 40                | 42                | .488              | 2° no Atlântico   | 4        | 0        | 4        | .000     | Eliminado na primeira rodada     |
| Boston   | 2015–16   | 82                | 48                | 34                | .585              | 2° no Atlântico   | 6        | 2        | 4        | .333     | Eliminado na primeira rodada     |
| Boston   | 2016–17   | 82                | 53                | 29                | .646              | 1° no Atlântico   | 18       | 9        | 9        | .500     | Perdeu nas Finais de Conferência |
| Boston   | 2017–18   | 82                | 55                | 27                | .671              | 2° no Atlântico   | 19       | 11       | 8        | .579     | Perdeu nas Finais de Conferência |
| Boston   | 2018–19   | 82                | 49                | 33                | .598              | 3° no Atlântico   | —        | —        | —        | –        |                                  |
| Carreira | Carreira  | 492               | 270               | 222               | .549              |                   | 47       | 22       | 25       | .468     |                                  |

Fonte:

## Prêmios e Homenagens
NBA

### Como treinador
- Treinador do All-Star Game: 2017

### Como executivo
- NBA Executive of the Year: 2024